# ピアノ・マン (曲)
「ピアノ・マン」 (Piano Man) は、ビリー・ジョエルによってリリースされた最初のシングル。1973年11月2日にリリースされ、数枚のアルバムに収録された。ビリー・ジョエルの最初のヒット曲となり、代表曲でもあるこの曲は、1974年4月にBillboard Hot 100チャートで25位を記録した。
ローリング・ストーンの選ぶオールタイム・グレイテスト・ソング500（2010年版）では429位にランクされている。

## 背景
「ピアノ・マン」は、ロサンゼルスのピアノラウンジExecutive Roomで歌手として活動していたビリーの経験を曲にしたものであり、歌詞中の登場人物は全て実在の人物をもとにしているとビリー自身が述べている。ビリーはニューヨークからロサンゼルスに移り、最初のレーベルでのファーストアルバム『コールド・スプリング・ハーバー〜ピアノの詩人』をレコーディングした。しかしファミリー・プロダクションズのプロデューサーが編集上で間違いを犯したために、失敗作となった。この経験の後、ビリーはコロムビア・レコードへ移籍するため、ファミリー・プロダクションズとの契約を破棄したかったが、これはとても難しいことであった。そのため、コロムビア・レコードの弁護士が彼の最初の契約を取り消そうと試みている間、ビリーはビル・マーティンの芸名で、バーに「隠れていた」と述べている。

## 作品

### 内容
歌詞は、バーの人々（老人、バーテンダーのジョン、ウェイトレス、ビジネスマン、バーの常連で小説家を目指していた不動産ブローカーのポール、アメリカ海軍水兵のデイビー）に注目するピアノ奏者の視点から歌われている。彼らのほとんどは、実現できそうにない夢を見、ピアニストの役目は、彼らが「しばし浮世を忘れる」手助けをすることのようである。コーラスはバーの客が声をそろえているかのようなスタイルで、「歌ってくれ。君はピアノマンなんだから。歌ってくれよ、今夜。俺たちはみんなメロディーがほしい気分。だから、君は俺たちを元気づけてくれなくちゃいけない」と懇願している。この曲のスタイルと題は、ロングアイランドのハリー・チェイピンの物語曲を思い起こさせる。
ビリーは、1999年、『アクターズ・スタジオ・インタビュー』において、曲中の各登場人物は、彼の友人もいればバーにいた知らない人物もいるが、いずれにせよ実在する人物をもとにしていると認めた。例として、客をあしらうウェイトレスは、ビリーの最初の妻であるエリザベス・ウェーバーであるとしている。

### 構成
ビリー・ジョエルが作曲し、ハ長調で曲を演奏した。3/4拍子で、有名なピアノとハーモニカのイントロへと移る前にジャズ風のピアノソロから始まる。歌とその後のコーラスは、下行のウォーキング・ベースが特徴で、D - Gのターンアラウンドで終わる。ビリーは、1973年のバージョンで、ピアノ、ハーモニカ、ベース、アコーディオン、マンドリン、ドラムの楽器と、ヴォーカルを使用している。ハーモニカを使用したのはボブ・ディランからの影響である。
ビリーは、歌とコーラスが両方同じコードを使用しており、似たメロディーであるという事実を、「（音楽的に）どこへも行かない」メロディーだと批評している。しかし、曲のブリッジセクションには、和音のわずかな変動と、異なったメロディーが含まれている。

## リリース
この曲は、ビリーのアルバム『ピアノ・マン』のセカンドトラックとして最初にリリースされ、後に多くのグレイテスト・ヒッツにも収められている。
最初にシングルとして出される際に、この曲は長すぎる（5分38秒）とコロムビア・レコードの首脳陣に判断されて、2つの歌詞を半分に切ってつぎあわせ、4分33秒の45回転盤としてリリースされた。プロモーション用の45回転盤はさらに短く編集され、3分ほどとなっていた。これらのシングルエディットは、アコースティックギターやハーモニカのような楽器を際立たせるためにリミックスされた。後のビリー・ジョエルの曲「エンターテイナー」の歌詞の中で「ピアノ・マン」のシングル盤の編集について言及しており、「この歌は美しかったが長すぎた。ヒットさせたいなら、それにフィットさせなくちゃ。そのために、彼らは3分05秒までカットしたのだ」と歌っている。このシングルミックス (4:33) は、ヨーロッパ版『ピアノ・マン〜ヴェリー・ベスト・オブ・ビリー・ジョエル』の1枚でしか聴くことができない。

## 収録曲

### 7" US シングル (1973)
1. ピアノ・マン - "Piano Man" - (4:30)
2. 僕の故郷 - "You're My Home" - (3:08)

### 7" US シングル再リリース (1973)
1. ピアノ・マン - "Piano Man"
2. エンターテイナー - "The Entertainer"

## プロモーションビデオ
この曲のプロモは、人気が絶頂期にあった1977年に撮影された。ここでは、曲を演奏するピアノ奏者（ビル・マーティン）をビリーが演じており、セッティングは典型的なアメリカのバーとなっている。拡張を含んだ1985年には新しいビデオが撮られ、オリジナルとほぼ同じである。オリジナルのビデオでは、新しいスタンダードアルバムバージョンの合間に曲が代わる代わる使われている。長さはアルバムバージョンと同じ。

## 人気
1974年にリリースされたとき、このシングルはトップ10に入らず（ビルボード25位）、このときには中ヒットとしておさまり、この後3〜4年間は、ラジオでもあまり流されなかった。しかし、1977年にビリーのアルバム『ストレンジャー』がリリースされてから、急にスーパースターの地位まで上昇し、まもなくこの曲も、彼の最もよく知られ、ラジオでヒットした曲の1つとなり、そのタイトルから、ビリーの代表曲とまで考えられるようになった。今日でもこの曲の人気は続いており、2011年現在では、iTunes Storeのビリーの曲として1位にランクされた。ビリーのコンサートでは、この曲が非常に知られているため、コーラスの部分を聴衆に歌わせるのがお約束となっている。ビリーはしばしば、コンサートの最後を「ピアノ・マン」で締めくくる。
エルトン・ジョンとビリーの最初のフェイス・トゥ・フェイス・ツアーにおいて、「ロケット・マンがピアノ・マンに会う」とイベントの宣伝が行われた。

### チャート
| チャート (1973–1974)                                   | ピーク 順位 |
| ------------------------------------------------------ | ----------- |
| オーストラリア ARIAチャート                            | 20          |
| カナダ RPM                                             | 10          |
| アメリカ合衆国 Billboard Hot 100                       | 25          |
| アメリカ合衆国 Billboard Hot Adult Contemporary Tracks | 4           |
| チャート (2013)                                        | ピーク 順位 |
| アイルランド                                           | 83          |

## 他のバージョン
1980年、スペインの歌手、アナ・ベレンが、彼女の夫で同じくスペインの歌手であるビクトル・マヌエルによって翻訳された歌詞を、「El Hombre del Piano」というタイトルのスペイン語バージョンで演奏した。アル・ヤンコビックは、この曲のパロディを「Ode to a Superhero」という題で、2003年のアルバム『Poodle Hat』で演奏した。